# 고 요시로
고 요시로(일본어: 洪悦郎, 1924년 3월 20일~2009년 1월 4일)는 일본의 건축학자이다. 1986년에 홋카이도 신문문학상을 수상했다.

## 같이 보기
- 홍호연